# Boomhazelaar
De boomhazelaar (Corylus colurna), ook wel Turkse hazelaar genoemd, is een bladverliezende boom uit de berkenfamilie (Betulaceae). De soort is inheems in het zuidoosten van Europa en in het zuidwesten van Azië, van het Balkanschiereiland en Noord-Turkije tot het noorden van Iran. De boom wordt in veel delen van de wereld gebruikt als sierboom.

## Kenmerken
De boomhazelaar bereikt een hoogte van 25 meter, en is daarmee de grootste vertegenwoordiger van het geslacht Corylus. De stam heeft een maximale diameter van 1,5 meter. De boomhazelaar heeft lichtgrijze tot vaalgele schors met een dikke kurkstructuur. De hoofdtakken zijn dun in vergelijking tot de stam en staan vaak bijna horizontaal uit. De kegelvormige kroon is bij jonge planten slank, maar wordt breder naargelang de boom ouder wordt.
De ronde bladeren zijn 6 tot 15 centimeter lang en 5 tot 13 centimeter breed. Ze zijn aan beide zijden bedekt met zachte haartjes. De randen zijn dubbelgezaagd of licht gelobd.
In de vroege lente komt de boomhazelaar in bloei, nog voor het verschijnen van de bladeren. De mannelijke katjes zijn vaalgeel en worden 5 tot 10 centimeter lang. De vrouwelijke katjes zijn klein en grotendeels in de knop verborgen. Alleen de 1 tot 3 millimeter grote felrode stijlen zijn zichtbaar.
De boomhazelaar produceert elke twee à drie jaar vruchten, in de maanden september en oktober. Net als veel andere Corylus-soorten draagt de boom eetbare hazelnoten. Deze zijn 1 à 2 centimeter groot en omgeven door een 3 centimeter lang napje. De uitsteeksels ervan omgeven vrijwel de gehele noot, met uitzondering van de top. De lange slippen reiken tot ver voorbij de noot. De noten zitten dicht op elkaar in clusters van 3 tot 8 exemplaren bijeen. Ze rijpen in september.

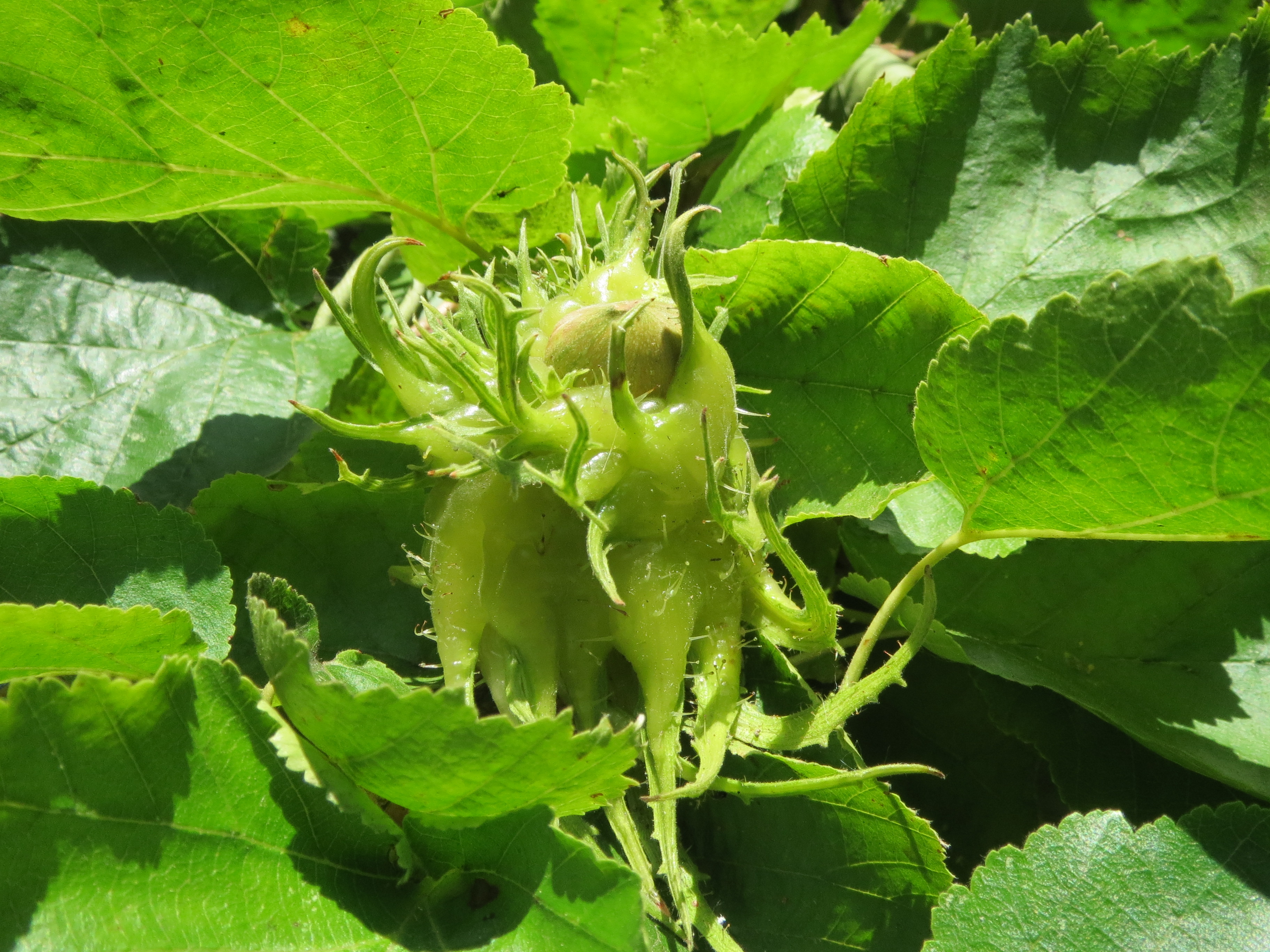
De hazelnoten groeien dicht op elkaar in clusters
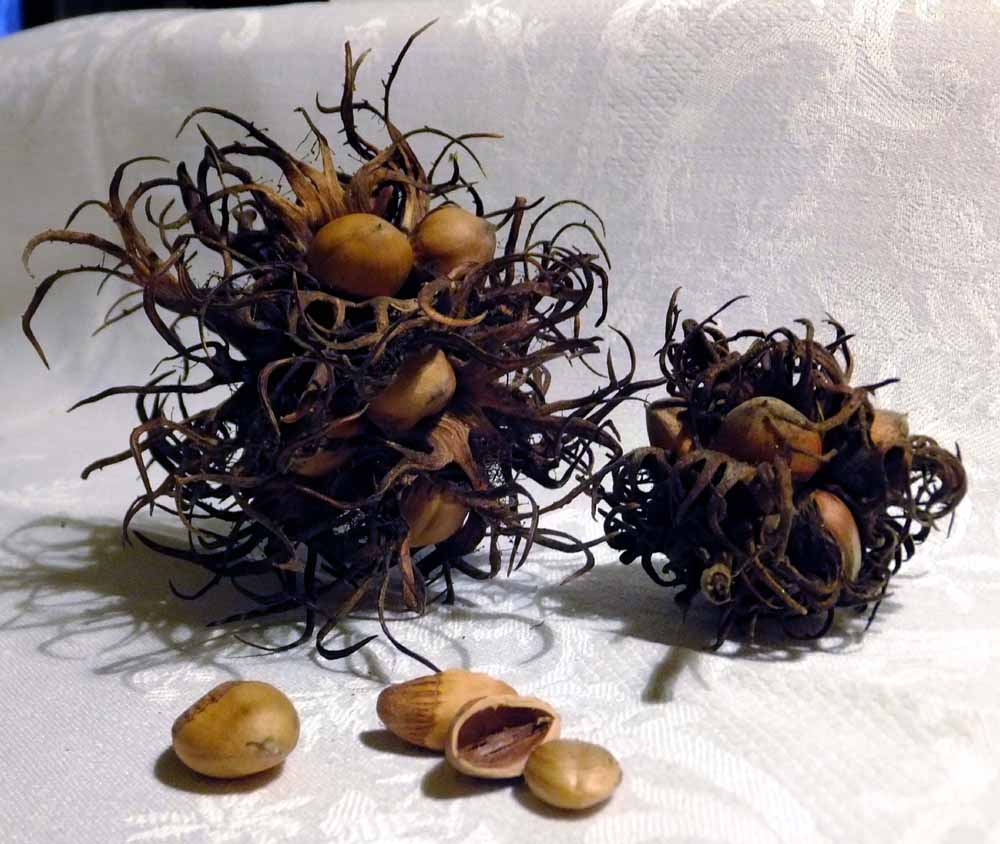
Rijpe hazelnoten
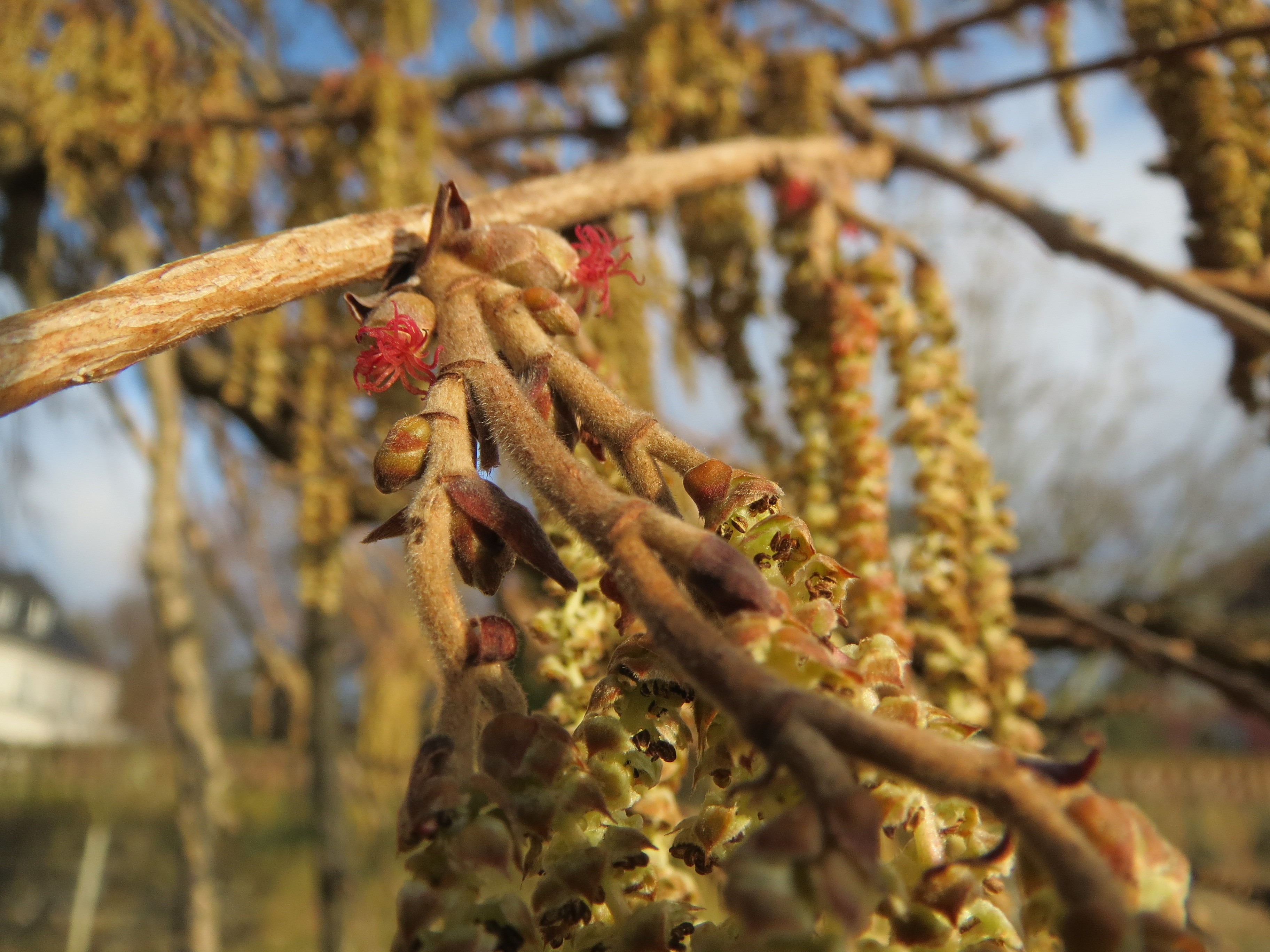
Mannelijke en vrouwelijke bloeiwijzen
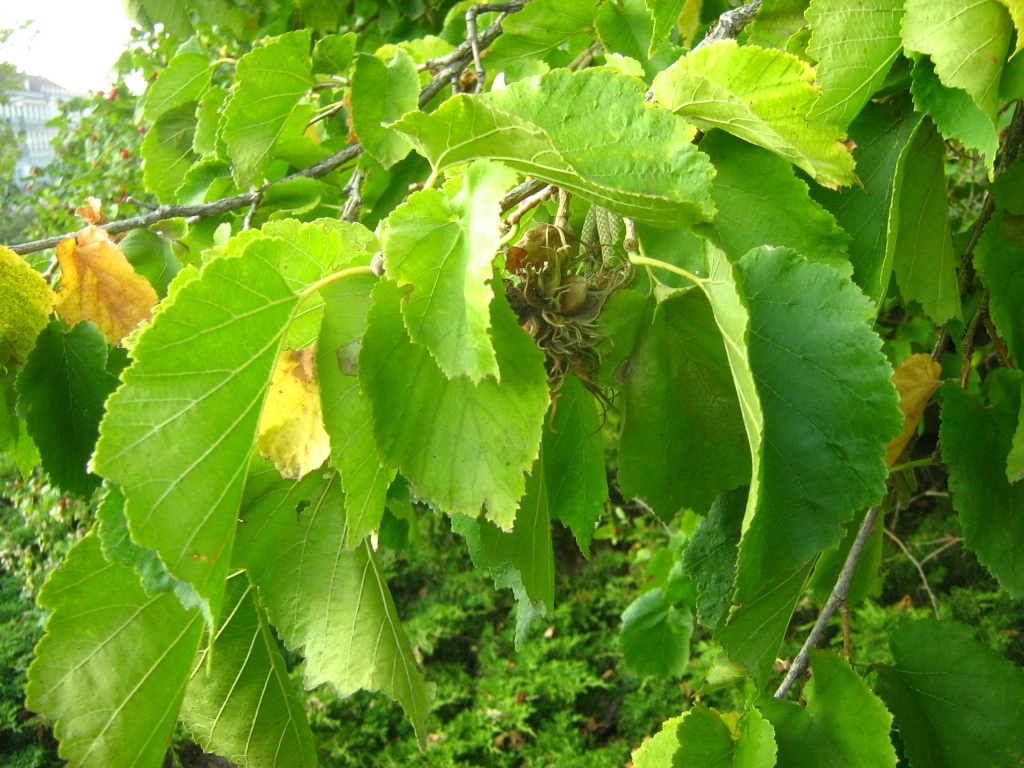
Bladeren

## Toepassing
De smaak van de noot van de boomhazelaar lijkt op die van de noot van de hazelaar. Het kleine formaat en de 3 millimeter dikke schaal maakt de noot echter weinig interessant voor de commerciële teelt. De boomhazelaar wordt wel gebruikt om hazelaars op te enten.
... · 
C. avellana (Hazelaar) · 
C. avellana 'Contorta' (Kronkelhazelaar) · 
C. colurna (Boomhazelaar) · 
C. maxima (Lambertsnoot) · 
C. maxima 'Purpurea' (Bruine hazelaar) · 
...